# Dookie
Dookie ist das dritte Studioalbum der US-amerikanischen Punkrock-Band Green Day und ihr erstes bei einem Major-Label (Reprise Records). Es wurde am 28. Januar 1994 in Deutschland und am 1. Februar in den USA veröffentlicht.
Es zählt mit über 20 Millionen verkauften Exemplaren zu den weltweit meistverkauften Musikalben.

## Entstehungsgeschichte
Nachdem das 1992er Album Kerplunk Green Day in den Vereinigten Staaten bekannt gemacht hatte, zeigten mehrere Major-Labels Interesse an der Band. Green Day unterschrieben schließlich einen Vertrag mit dem Warner-Sublabel Reprise Records. Mit dieser Unterstützung im Rücken nahm die Gruppe das Album Dookie zusammen mit Produzent Rob Cavallo auf. Cavallo war auch der A&R, der für den Vertrag verantwortlich war, und vorher vorwiegend Black Sabbath betreut hatte und dem schon mit den Goo Goo Dolls ein Coup im Alternative-Rock-Sektor geglückt war. Das Album war Cavallos zweite Musikproduktion. Dookie wurde in etwas weniger als drei Wochen eingespielt, die Gesangsaufnahmen dauerten gerade mal zwei Tage.
Der Name spielt auf die Verdauungsstörungen an, die die Bandmitglieder von der ungesunden Ernährung auf Tour bekamen – „dookie“ ist ein amerikanischer Slang-Ausdruck für Kot.
Alle Lieder wurden von Billie Joe Armstrong geschrieben – bis auf das von Mike Dirnt stammende Emenius Sleepus. Nach F.O.D. folgt der von Tré Cool geschriebene Hidden Track All By Myself. Welcome to Paradise erschien bereits auf dem vorangegangenen Album Kerplunk! der Band, wurde aber für Dookie neu eingespielt.
Das Album zeigt auf seinem comicartigen Cover eine Reihe prominenter Persönlichkeiten, u. a. Angus Young, Elvis Presley (oder Personen, die ihn imitieren) und Patti Smith.

## Musikstil
Green Day spielen auf Dookie einen Musikstil, der sich an den Punk und Power Pop der späten 1970er/frühen 1980er in Großbritannien anlehnt. Zu den Vorbildern der Gruppe gehören The Jam und die Buzzcocks. Dieser Stil wurde in den 1980ern von Poppunkbands wie ALL aufrechterhalten, geriet aber zunehmend in eine Underground-Nische. Zu diesen melodischen Vorbildern tritt eine an Nirvana erinnernde Selbstironie.

## Titelliste
1. Burnout – 2:07
2. Having a Blast – 2:44
3. Chump – 2:54
4. Longview – 3:59
5. Welcome to Paradise – 3:44
6. Pulling Teeth – 2:30
7. Basket Case – 3:03
8. She – 2:14
9. Sassafras Roots – 2:37
10. When I Come Around – 2:58
11. Coming Clean – 1:34
12. Emenius Sleepus – 1:43
13. In the End – 1:46
14. F.O.D. – 5:46

Hidden Track: All by Myself – 1:22

## Rezeption
Nachdem zu Beginn der 1990er Grunge-Bands wie Nirvana, Soundgarden und Alice in Chains den Musikmarkt im Alternative Rock dominierten und so den Markt für härtere Musik wieder öffneten, stieß das Album Dookie zusammen mit Smash von The Offspring eine Welle von Epigonen an, die von den beiden Überraschungserfolgen profitierten.
Allmusic bezeichnet das Album als annähernd so revolutionär wie Nevermind (nearly as revolutionary as Nevermind) von Nirvana. Das Album habe die Musikszene Mitte der 1990er nachhaltig geprägt. Die Attitüde der Band erinnere an „hochnäsige Punkrocker“ (snotty punkrockers), während das Album selbst ein „brillantes Meisterstück modernen Punks“ (stellar piece of modern punk) sei.
Der US-amerikanische Rolling Stone wählte das Album 2003 auf Platz 193 der 500 besten Alben aller Zeiten. In der von der deutschen Redaktion erstellten Liste dagegen wurde das Album nicht aufgeführt.
Das kleine Schlagzeugsolo in Burnout wurde später von der deutschen Band Oomph! in dem Stück Down in This Hole auf dem Album Wunschkind zitiert.
Neben dem Aufstieg der Band Green Day zu Superstars sorgte es auch dafür, dass Produzent Cavallo Senior Vice President of A&R bei Warner Music/Reprise wurde. Als Produzent war er anschließend an sechs weiteren Alben der Gruppe beteiligt.
Dookie wurde bei den Grammy Awards 1995 als „Best Alternative Music Performance“ ausgezeichnet.

## Kommerzieller Erfolg

### Chartplatzierungen
In Deutschland, Österreich und der Schweiz kam es in die Top 10 der Charts, in den Vereinigten Staaten stieg es bis auf Platz 2 der Billboard-Charts. Nur in Großbritannien erreichte es keine Top-10-Platzierung, sondern stieg bis auf Position 13.
| ChartsChartplatzierungen       | Höchstplatzierung | Wochen |
| ------------------------------ | ----------------- | ------ |
| Deutschland (GfK)              | 4 (63 Wo.)        | 63     |
| Österreich (Ö3)                | 4 (46 Wo.)        | 46     |
| Schweiz (IFPI)                 | 6 (40 Wo.)        | 40     |
| Vereinigte Staaten (Billboard) | 2 (116 Wo.)       | 116    |
| Vereinigtes Königreich (OCC)   | 13 (114 Wo.)      | 114    |

| ChartsJahrescharts (1995) | Platzierung |
| ------------------------- | ----------- |
| Deutschland (GfK)         | 6           |
| Österreich (Ö3)           | 4           |
| Schweiz (IFPI)            | 5           |

### Auszeichnungen für Musikverkäufe
Das Album verkaufte sich weltweit laut Auszeichnungen über 24 Millionen Mal. In den Vereinigten Staaten wurde das Album für über 20 Millionen verkaufte Platten mit zwei Diamantenen Schallplatten ausgezeichnet.
| Land/Region                  | Auszeichnungen für Musikverkäufe (Land/Region, Auszeichnung, Verkäufe) | Verkäufe    |
| ---------------------------- | ---------------------------------------------------------------------- | ----------- |
| Argentinien (CAPIF)          | Platin                                                                 | 60.000      |
| Australien (ARIA)            | 5× Platin                                                              | 350.000     |
| Belgien (BRMA)               | Gold                                                                   | 25.000      |
| Brasilien (PMB)              | Gold                                                                   | 100.000     |
| Dänemark (IFPI)              | 4× Platin                                                              | 80.000      |
| Deutschland (BVMI)           | 3× Gold                                                                | 750.000     |
| Europa (IFPI)                | Platin                                                                 | (1.000.000) |
| Finnland (IFPI)              | Gold                                                                   | 35.205      |
| Frankreich (SNEP)            | Gold                                                                   | 100.000     |
| Irland (IRMA)                | 4× Platin                                                              | 60.000      |
| Italien (FIMI)               | Platin                                                                 | 50.000      |
| Japan (RIAJ)                 | Platin                                                                 | 200.000     |
| Kanada (MC)                  | Diamant                                                                | 1.000.000   |
| Neuseeland (RMNZ)            | 4× Platin                                                              | 60.000      |
| Niederlande (NVPI)           | Gold                                                                   | 50.000      |
| Österreich (IFPI)            | Platin                                                                 | 50.000      |
| Polen (ZPAV)                 | Gold                                                                   | 50.000      |
| Schweden (IFPI)              | Gold                                                                   | 50.000      |
| Schweiz (IFPI)               | Gold                                                                   | 25.000      |
| Spanien (Promusicae)         | Platin                                                                 | 100.000     |
| Vereinigte Staaten (RIAA)    | 2× Diamant                                                             | 20.000.000  |
| Vereinigtes Königreich (BPI) | 3× Platin                                                              | 900.000     |
| Insgesamt                    | 9× Gold · 27× Platin · 3× Diamant ·                                    | 24.075.205  |

Hauptartikel: Green Day/Auszeichnungen für Musikverkäufe

## Singleauskopplungen
| Jahr | Titel               | Höchstplatzierung, Gesamtwochen, AuszeichnungChartplatzierungen (Jahr, Titel, , Platzierungen, Wochen, Auszeichnungen, Anmerkungen) | Höchstplatzierung, Gesamtwochen, AuszeichnungChartplatzierungen (Jahr, Titel, , Platzierungen, Wochen, Auszeichnungen, Anmerkungen) | Höchstplatzierung, Gesamtwochen, AuszeichnungChartplatzierungen (Jahr, Titel, , Platzierungen, Wochen, Auszeichnungen, Anmerkungen) | Höchstplatzierung, Gesamtwochen, AuszeichnungChartplatzierungen (Jahr, Titel, , Platzierungen, Wochen, Auszeichnungen, Anmerkungen) | Anmerkungen                             |
| Jahr | Titel               | DE | UK | US | Rock | Anmerkungen                             |
| ---- | ------------------- | --- | --- | --- | --- | --------------------------------------- |
| 1994 | Longview            | — | UK30 Silber · (4 Wo.)UK | — | Rock1 (22 Wo.)Rock | Erstveröffentlichung: 1. Februar 1994   |
| 1994 | Basket Case         | DE18 (28 Wo.)DE | UK7 ×2Doppelplatin · (8 Wo.)UK | — | Rock1 (24 Wo.)Rock | Erstveröffentlichung: 2. September 1994 |
| 1994 | Welcome to Paradise | — | UK20 Silber · (3 Wo.)UK | — | Rock7 (18 Wo.)Rock | Erstveröffentlichung: 4. Oktober 1994   |
| 1995 | When I Come Around  | DE45 (15 Wo.)DE | UK27 Gold · (3 Wo.)UK | US— GoldUS | Rock1 (26 Wo.)Rock | Erstveröffentlichung: 31. Januar 1995   |
| 1995 | She                 | — | — | — | Rock5 (17 Wo.)Rock | Erstveröffentlichung: 5. Mai 1995       |

grau schraffiert: keine Chartdaten aus diesem Jahr verfügbar

## Trivia
- Der Titel des Lieds Sassafras Roots bezieht sich auf Sassafras-Wurzeln. Diese sind der Grundstoff für Root Beer, einem beliebten Softdrink in Nordamerika und außerdem eine Quelle für Safrol, einem Grundstoff für die Ecstasy-Herstellung.
- Auf der Rückseite des Albums ist auf der in Europa produzierten Version Ernie aus der Sesamstraße inmitten einer Gruppe Pogo tanzender Teenager zu sehen. Von der US-Version wurde die Figur kurz nach dem Erscheinen von Dookie wieder entfernt, da es urheberrechtliche Schwierigkeiten gab.

## Singles
Singleauskopplungen waren Longview, Welcome to Paradise, Basket Case und When I Come Around.